# Григорьевское сельское поселение (Челябинская область)
Григо́рьевское се́льское поселе́ние — муниципальное образование в Каслинском районе Челябинской области Российской Федерации. В рамках административно-территориального устройства муниципальное образование  соответствует административно-территориальной единице Григорьевский сельсовет.

Административный центр — деревня Григорьевка.

## История
Статус и границы сельского поселения установлены Законом Челябинской области от 16 ноября 2004 года № 312-ЗО «О статусе и границах Каслинского муниципального района, городских и сельских поселений в его составе».

## Население
| 2002 | 2010 | 2011 | 2012 | 2013 | 2014 | 2015 |
| ---- | ---- | ---- | ---- | ---- | ---- | ---- |
| 889  | ↘718 | ↘716 | ↗746 | ↗759 | ↗778 | ↗782 |
| 2016 | 2017 | 2018 | 2019 | 2020 | 2021 |      |
| ↗791 | ↘778 | ↘728 | ↘714 | ↘702 | ↘563 |      |

## Состав сельского поселения
| № | Населённый пункт | Тип населённого пункта          | Население |
| - | ---------------- | ------------------------------- | --------- |
| 1 | Григорьевка      | деревня, административный центр | ↘243      |
| 2 | Знаменка         | деревня                         | ↘76       |
| 3 | Клеопино         | село                            | ↘130      |
| 4 | Щербаковка       | село                            | ↘269      |